# Villa de Madrid Indoor Meeting
Villa De Madrid Indoor Meeting est une compétition annuelle d'athlétisme en salle qui se déroule en février à Madrid, en Espagne. L'événement a eu lieu pour la première fois au complexe sportif de la municipalité de Gallur en 2016 et est l'une des étapes du Circuit mondial en salle de l'IAAF organisé par la Fédération d'Athlétisme Internationale World Athletics depuis 2018.

## Records du Meeting

### Hommes
| Événement        | Enregistrer   | Athlète                | Nationalité | Date            | Réf   |
| ---------------- | ------------- | ---------------------- | ----------- | --------------- | ----- |
| 60 mètres        | 6 s 44        | Ronnie Baker           | États-Unis  | 21 février 2020 | [ 1 ] |
| 400 mètres       | 45 s19        | Bralon Taplin          | Grenade     | 24 février 2017 |       |
| 800 mètres       | 1 min 45 s 43 | Elliot Giles           | Royaume-Uni | 2 mars 2022     | [ 2 ] |
| 1 500 mètres     | 3 min 33 s 69 | Nuguse Yared           | États-Unis  | 22 février 2023 | [ 3 ] |
| 3 000 mètres     | 7 min 34 s 03 | Selémon Barega         | Éthiopie    | 2 mars 2022     | [ 2 ] |
| 60 mètres haies  | 7 s 29 (RM)   | Grant Holloway         | États-Unis  | 24 février 2021 | [ 4 ] |
| Saut à la perche | 5,85 m        | Konstadínos Filippídis | Grèce       | 8 février 2018  |       |
| Saut en longueur | 8,41 m        | Juan Miguel Echevarría | Cuba        | 21 février 2020 | [ 1 ] |
| Triple saut      | 17,35 m       | Almir dos Santos       | Brésil      | 8 février 2018  |       |
| Lancer du poids  | 21,91 m       | Konrad Bukowiecki      | Pologne     | 2 mars 2022     | [ 2 ] |

### Femmes
| Événement        | Enregistrer   | Athlète                | Nationalité | Date            | Réf   |
| ---------------- | ------------- | ---------------------- | ----------- | --------------- | ----- |
| 60 mètres        | 7 s 08        | Aminatou Seyni         | Niger       | 22 février 2023 | [ 3 ] |
| 400 mètres       | 51 s 21       | Justyna Swiety-Ersetic | Pologne     | 2 mars 2022     | [ 2 ] |
| 800 mètres       | 1 min 58 s 94 | Habitam Alemu          | Éthiopie    | 24 février 2021 | [ 5 ] |
| 1 000 mètres     | 2 min 33 s 06 | Genzebe Dibaba         | Éthiopie    | 24 février 2017 |       |
| 1 500 mètres     | 3 min 57 s 38 | Gudaf Tsegay           | Éthiopie    | 2 mars 2022     | [ 2 ] |
| 3 000 mètres     | 8 min 22 s 65 | Gudaf Tsegay           | Éthiopie    | 24 février 2021 | [ 5 ] |
| 60 mètres haies  | 7 s 79        | Reetta Hurske          | Finlande    | 22 février 2023 | [ 3 ] |
| Saut en hauteur  | 2,00 m        | Mariya Lasitskene      | Russie      | 8 février 2018  |       |
| Saut à la perche | 4,91 m        | Anzhelika Sidorova     | Russie      | 8 février 2019  | [ 6 ] |
| Saut en longueur | 6,67 m        | Lorraine Ugen          | Royaume-Uni | 2 mars 2022     | [ 2 ] |
| Triple saut      | 15,43 m       | Yulimar Rojas          | Venezuela   | 21 février 2020 | [ 1 ] |
| Lancer du poids  | 19,76 m       | Sarah Mitton           | Canada      | 22 février 2023 | [ 3 ] |